# Жменяки
«Жменяки» — повнометражний 3-серійний художній фільм СРСР режисера Альфреда Шестопалова, за однойменним романом Михайла Томчанія.

## Опис
Кіноповість про нелегку і повну трагізму долю однієї прикарпатської родини протягом кількох поколінь. Події відбуваються в непрості 30-40-ті роки. Батько-Жменяк намагається правдами й неправдами зібрати більше землі у своє володіння. Але не всі розуміють, що всю ту землю він все одно розділить між дітьми, коли прийде час помирати, і просто заздрять його володінням. Тим часом у дітей свої драми та трагедії, бо одна справа кохати когось, а інша справа — що батько про це думає, та кого він бачить за дружин своїм синам. А тут ще й зміни влади, тут ще й війна…

## У ролях
- Лесь Сердюк — Іван Жменяк
- Наталя Наум — Варка, дружина Івана
- Дмитро Матвеєв — Михайло Жменяк, син Івана
- Володимир Некрасов — Юрко Жменяк, син Івана
- Любов Полєхіна — Юлка Петрічка, дочка Юрка
- Ольга Богачова — Олена, кохана Михайла
- Ніна Колчина-Бунь — Верона
- Іван Миколайчук — Павло Жменяк, брат Івана
- Остап Ступка — Степан Жменяк
- Галина Мороз — Ганька
- Анатолій Матешко — Петро Брила, чоловік Ганьки
- Володимир Талашко — Петро Олійник, брат Варки
- Станіслав Коренєв — Юрко Петрічка
- Ніна Антонова — дружина Юрка Петрічки
- Ірина Буніна — мати Олени
- Ольга Матешко — Марія, дружина Олійника
- Григорій Грумберг — вуйко Дуведе
- Костянтин Артеменко — вуйко
- Виктор Панченко — Степан
- Валентина Масенко — дружина Степана
- Микола Олійник — селянин
- Дмитро Миргородський — священик
- Олексій Горбунов — Ілько
- Анатолій Барчук — Василь Сосняк, батько Петра
- Агафія Болотова — епізод
- Галина Довгозвяга — Соснячка, мати Петра
- Микола Марченко — епізод
- Йосип Найдук — селянин
- Валерій Наконечний — селянин
- Валентин Черняк — епізод
- Тарас Кирейко — Василь Брила, син Ганьки і Петра
- Тарас Денисенко — хлопець на танцях
- Богдан Ступка — закадровий текст
- У зйомках брали участь жителі Закарпатської області.

## Творча група
- Автор сценарію: Василь Руснак
- Режисер-постановник: Альфред Шестопалов
- Художник-постановник: Микола Рєзник
- Оператор-постановник: Ігор Приміський
- Композитор: Євген Станкович
- Звукооператор: В. Коляда
- Режисер: О. Алексєєва
- Оператор: В. Солонін
- Монтажер: О. Книженко
- Художник-гример: Н. Степанова
- Художник по костюмах: Л. Жуковська
- Художник-декоратор: М. Мотола
- Балетмейстер: М. Клят
- Комбіновані зйомки: оператор — В. Солонін, художник — В. Рудько
- Редактори: Леонід Мужук, Н. Голик
- Директор картини: С. Палагутін